# Emmersdorf an der Donau
Emmersdorf an der Donau é um município da Áustria localizado no distrito de Melk, no estado de Baixa Áustria.